# 장흥군 (1988년 선거구)
장흥군은 대한민국의 옛 국회의원 선거구이다. 당시 전라남도 장흥군 지역을 관할했다.

## 역사
제13대 국회의원 선거를 앞두고 장흥군·강진군·영암군·완도군 선거구에서 분리되면서 신설되었다.
제15대 국회의원 선거를 앞두고 영암군 선거구와 통합되면서 장흥군·영암군 선거구를 이루게 됨에 따라 폐지되었다.

## 역대 국회의원
| 선거   | 정당 | 정당       | 의원   |
| ------ | ---- | ---------- | ------ |
| 1988년 |      | 평화민주당 | 이영권 |
| 1992년 |      | 민주당     | 이영권 |

## 역대 선거 결과

### 대한민국 제13대 국회의원 선거
|  | 71.77% |

|  | 26.52% |

|  | 1.69% |

### 대한민국 제14대 국회의원 선거
|  | 37.97% |

|  | 26.53% |

|  | 14.43% |

|  | 13.51% |

|  | 7.53% |